# The Animatrix (2003.)
The Animatrix (jap. アニマトリックス animatorikkusu) je omnibus iz 2003. koji se temelji na trilogiji The Matrix. Film je kompilacija od devet animiranih kratkih filmova. Detaljno opisuje pozadinsku priču o svijetu Matrice, te izvorni rat između čovjeka i strojeva koji je doveo do njezinog stvaranja.

## Popis filmova
- The Second Renaissance
  - Part II
- Kid's Story
- Program
- World Record
- Beyond
- A Detective Story
- Matriculated
- Final Flight of the Osiris